# Пиночет, Аугусто
Аугу́сто Хосе́ Рамо́н Пиноче́т Уга́рте (исп. Augusto José Ramón Pinochet Ugarte; 25 ноября 1915[…], Вальпараисо — 10 декабря 2006[…], Сантьяго) — чилийский диктатор, генерал-капитан. Пришёл к власти в результате военного переворота 1973 года, свергнувшего демократически избранное социалистическое правительство президента Сальвадора Альенде. Председатель Правительственной хунты Чили (1973—1981), президент и диктатор Чили в 1974—1990 годах. Главнокомандующий Вооружёнными силами Чили (1973—1998).

## Происхождение

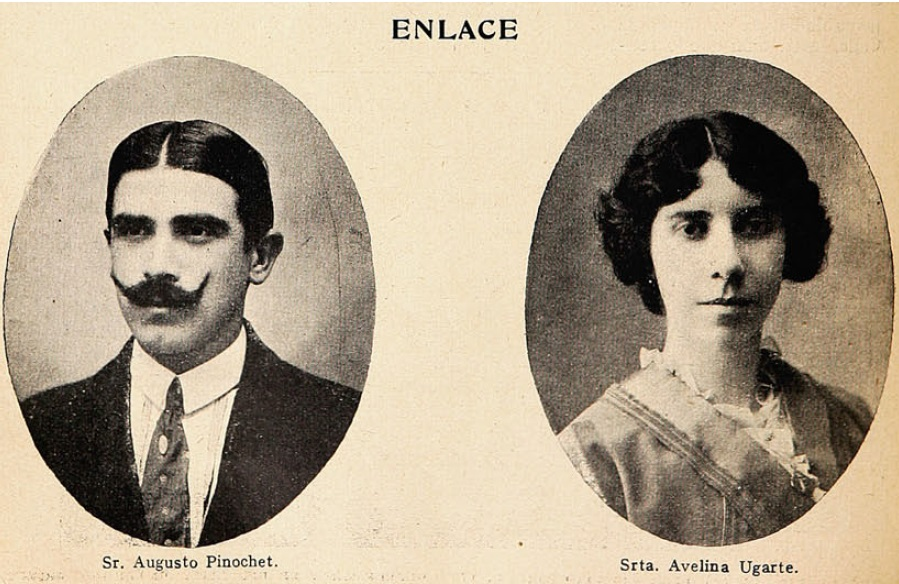
Родители Аугусто Пиночета

Аугусто Пиночет родился 25 ноября 1915 года в самом крупном портовом городе Чили — Вальпараисо. Его отец — Аугусто Пиночет Вера — был служащим портовой таможни, а мать — Авелина Угарте Мартинес — домохозяйкой и растила шестерых детей, среди которых будущий глава государства был старшим. Прадед Пиночета, бретонец по происхождению, носивший фамилию Пиноше, перебрался в Латинскую Америку из Франции. В наследство последующим поколениям семьи он оставил немалые сбережения.

## Военная карьера
Аугусто, являвшемуся выходцем из «средних классов», путь наверх могла открыть лишь служба в вооружённых силах, с которыми он по достижении 17 лет и связал свою судьбу, поступив в пехотное училище в Сан-Бернардо. До этого он прошёл обучение в школе при семинарии Святого Рафаэля и Институте Кильота и Колехио Святых Сердец французских отцов Вальпараисо. В пехотном училище молодой человек провёл четыре года (с 1933 по 1937 год), окончил последнее в младшем офицерском звании и был направлен сначала в полк «Чакабуко» в Консепсьоне, а затем — в полк «Майпо» в Вальпараисо.
В 1948 году Пиночет поступил в Высшую военную академию страны, которую окончил три года спустя. Теперь служба в воинских частях чередовалась у целеустремлённого офицера с преподаванием в армейских учебных заведениях. В 1953 году Пиночет опубликовал свою первую книгу, которая называлась «География Чили, Аргентины, Боливии и Перу», защитил дипломную работу, получил звание бакалавра и поступил в школу права Чилийского университета, окончить которую ему так и не пришлось: в 1956 году он был направлен в Кито для оказания помощи в создании Военной академии Эквадора.
В конце 1959 года Пиночет возвратился в Чили, где командовал полком, а позже бригадой и дивизией, занимался штабной работой, преподавал в Военной академии. В это же время опубликовал свои очередные работы — «Эссе по изучению чилийской геополитики» и «Геополитику».

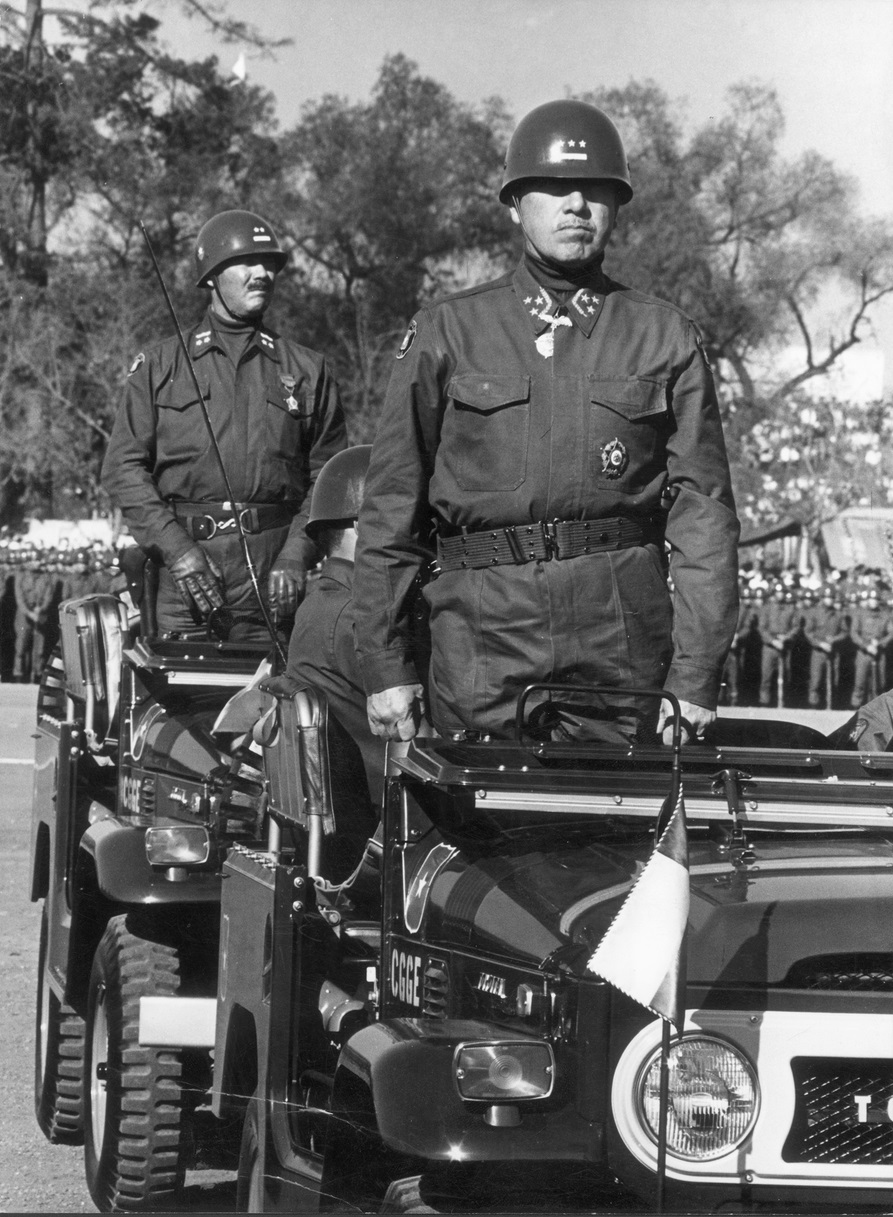
Генерал Пиночет на военном параде, 1971 год.

Утверждается, что в 1967 году армейское подразделение под командованием Пиночета расстреляло мирный митинг бастовавших горняков рудника «Эль-Сальвадор». В результате расстрела были убиты не только рабочие, но также несколько детей и беременная женщина. Однако данная информация есть только в советских источниках — ни один зарубежный источник об этом не упоминает. Кроме того, в период с 1964 по 1968 год Пиночет не командовал строевыми подразделениями, так как состоял в должности заместителя начальника Военной академии, а также читал там курс геополитики. В 1969 году ему было присвоено звание бригадного генерала, а в 1971 году — дивизионного генерала.
В 1971 году Пиночет заступил на должность командующего гарнизоном Сантьяго, что стало его первым назначением при правительстве Народного единства во главе с президентом Сальвадором Альенде
В начале ноября 1972 года, будучи заместителем министра внутренних дел генерала Карлоса Пратса, стал исполняющим обязанности главнокомандующего сухопутными войсками.
29 июня 1973 года по должности принял участие в подавлении военного мятежа в Сантьяго, поднятого подполковником Супером (после прихода Пиночета к власти Супер и его сообщники были немедленно освобождены и вернулись на военную службу).
В августе 1973 года военные во главе с Пиночетом организовали провокацию против генерала Пратса, который, сохраняя верность правительству Народного единства, не выдержав травли, подал в отставку со всех постов. Альенде назначил на его место генерала Пиночета. Карлос Пратс писал в своём дневнике 23 августа 1973 года: «Моя карьера закончилась. Не преувеличивая свою роль, я считаю, что мой уход в отставку — прелюдия государственного переворота и величайшего предательства… Теперь лишь осталось назначить день переворота…»
11 сентября 1973 года в Чили произошёл военный переворот, одним из инициаторов которого был Пиночет. Это был не обычный мятеж гарнизонного типа, а хорошо спланированная военная операция, в центре которой была осуществлена комбинированная атака с применением артиллерии, авиации и пехоты. Президентский дворец был обстрелян ракетами. Военными формированиями были заняты все государственные и правительственные учреждения. Были приняты меры к тому, чтобы воспрепятствовать выступлению воинских частей в защиту правительства Народного единства. Некоторые офицеры, отказавшиеся поддержать путч, были расстреляны.
В результате переворота правительство Народного единства с Сальвадором Альенде было свергнуто. Была образована военная Хунта, куда вошли Пиночет (от армии), адмирал Хосе Мерино (от военно-морского флота), генерал Густаво Ли Гусман (от военно-воздушных сил) и генерал Сезар Мендоса (от карабинеров).

## Президентство
Вскоре после переворота Пиночет заявил, что вооружённые силы остаются верны своему профессиональному долгу, что только чувства патриотизма, а также (цитата из его заявления) «марксисты и обстановка в стране» вынудили их взять власть в свои руки, что «как только спокойствие будет восстановлено, а экономика выведена из состояния коллапса, армия вернётся в казармы». Генерал даже установил срок для реализации этих целей — около 20 лет, после чего Чили вернётся к демократии.
До декабря 1974 года оставался главой военной хунты, а уже с декабря 1974 года по март 1990 года пребывал на посту президента Чили, являясь одновременно главнокомандующим вооружёнными силами страны. Со временем он сумел сосредоточить в своих руках всю полноту власти, устранив всех своих конкурентов — генерал Густаво Ли получил отставку, адмирал Мерино, формально остававшийся в составе хунты, со временем был лишён всякой власти, министр внутренних дел генерал Оскар Бонилья погиб в авиакатастрофе при невыясненных обстоятельствах. Летом 1974 года был принят закон «О юридическом статусе правительственной хунты», в котором Пиночет провозглашался верховным носителем власти. Он был наделён широкими полномочиями, в том числе правом единолично объявлять осадное положение, одобрять или отменять любые законы, назначать и смещать судей. Его власть не ограничивалась ни парламентом, ни политическими партиями (хотя продолжала формально ограничиваться другими членами хунты). Ещё 21 сентября 1973 года, согласно президентскому декрету-закону, был распущен Национальный Конгресс Чили, как было заявлено, вследствие невозможности «соблюдать в настоящее время законодательные требования, предъявляемые к установленной процедуре принятия законов».
С первых дней своего правления военный режим объявил состояние «внутренней войны». Пиночет заявил: «Из всех наших врагов главным и наиболее опасным является коммунистическая партия. Мы должны разрушить её сейчас, пока она реорганизуется по всей стране. Если нам это не удастся, она рано или поздно уничтожит нас». Были учреждены военные трибуналы, заменившие гражданские суды, созданы тайные центры пыток (Londres 38, Колония Дигнидад, Вилла Гримальди) несколько концлагерей для политзаключённых. Были произведены казни наиболее опасных из противников режима — на стадионе «Сантьяго», в ходе операции «Караван смерти» и других. Сильным ударом по компартии стала операция тайной полиции Дело улицы Конференция в 1976 году.
Хунта ликвидировала всякую гражданскую политику. Запрещены были не только оппозиционные силы, но и партии, поддержавшие новый режим — Национальная и Христианско-демократической. Распущена даже ультраправая Родина и свобода, сыгравшая заметную роль в свержении Альенде (её лидер Пабло Родригес стал политическим советником и личным адвокатом Пиночета, но Роберто Тиеме вынужден эмигрировать, Мануэль Фуэнтес Вендлинг даже побывал под арестом).
Значительную роль в первые месяцы репрессий играли военные разведслужбы: армейская разведка, военно-морская разведка, разведка военно-воздушных сил и разведка корпуса карабинеров. Однако вскоре для лидеров режима стало ясно, что органы военной разведки не справляются с поставленными задачами. В январе 1974 года начинает создаваться единый национальный разведывательный орган. Сначала был образован Национальный исполнительный секретариат по делам заключённых, а летом того же года — Управление национальной разведки (ДИНА). Директором спецслужбы стал Мануэль Контрерас, его ближайшими сотрудниками — Рауль Иттуриага, Педро Эспиноса, Сесар Мартинес Браво, Марсельо Морен Брито, Херман Баррига, особой жестокостью отличался Освальдо Ромо. В задачи ДИНА входили сбор и анализ данных, необходимых для обеспечения национальной безопасности, а также физическое уничтожение оппозиционеров (известен случай, когда Пиночет лично посетил оперативный центр ДИНА и имел разговор с заключённым коммунистом Виктором Диасом Лопесом). Мишенью новой секретной службы в ходе инициированной ею операции «Кондор» стали находившиеся в эмиграции противники военного правительства. Первой жертвой стал генерал Карлос Пратс, проживавший в Аргентине. 30 сентября 1974 года он вместе с женой был взорван в собственном автомобиле прямо в центре Буэнос-Айреса (исполнители — агенты ДИНА Майкл Таунли, Мариана Кальехас). Затем началась охота за бывшим министром обороны в правительстве Альенде социалистом Орландо Летельером, который критиковал военный режим из-за рубежа. 11 сентября 1976 года он был объявлен «врагом нации» и лишён чилийского гражданства, а ровно через 10 дней убит агентами ДИНА в Вашингтоне (исполнители — агенты ДИНА Майкл Таунли, Вирхилио Пас).
Властные амбиции ДИНА вызывали недовольство военных. В конкуренции с тайной полицией представители военных разведслужб создали Соединённую команду разведок во главе с оперативником авиационной разведки Роберто Фуэнтесом Моррисоном.
С 1977 года ДИНА преобразована в Национальный центр информации (СЕНИ). К середине 1970-х годов СЕНИ насчитывал до 4 тысяч сотрудников и 10 тысяч осведомителей. Как и ДИНА, новый орган непосредственно подчинялся президенту. Ведущие оперативники СЕНИ — генерал Мена, генерал Гордон, генерал Салас Венцель, майор Корбалан и другие — были друзьями Пиночета и его семьи.
В области экономики выбрал наиболее радикальный путь «чистой» транснационализации. «Чили — страна собственников, а не пролетариев» — не уставал повторять Пиночет. Вокруг него сложилась группа чилийских экономистов, многие из которых учились в Чикаго под руководством Нобелевского лауреата профессора Фридмана и профессора Арнольда Харбергера. Они разработали применительно к Чили программу перехода к свободной рыночной экономике. Сам Фридман придавал большое значение чилийскому эксперименту и неоднократно посещал страну.
В январе 1978 года Пиночет провёл референдум о доверии к себе и получил 75 % голосов в свою поддержку. Обозреватели назвали это крупной политической победой. Его пропаганда умело использовала антиамериканизм чилийцев, их приверженность таким ценностям, как достоинство нации и суверенитет. Впрочем, не исключалась возможность фальсификации со стороны режима.
В августе 1980 года состоялся плебисцит по проекту конституции. "За" было подано 67 % голосов, "против" — 30 %. С марта 1981 года конституция вступила в силу, однако осуществление её основных статей — о выборах, конгрессе и партиях — откладывалось на восемь лет; Пиночет без выборов был объявлен «конституционным президентом на восемь лет с правом переизбрания на последующие восемь лет».
В 1981 году — начале 1982 года после кратковременного подъёма экономическая ситуация в стране вновь ухудшилась. Тогда же Пиночет отказался рассматривать «Национальное соглашение о переходе к демократии». Усилились репрессии, в начале 1982 были убиты популярные оппозиционные лидеры — экс-президент Эдуардо Фрей Монтальва и профсоюзный лидер Тукапель Хименес Альфаро. Пиночет использовал гибель Хименеса для перегруппировки в аппарате власти — были отстранены на второй план идеологи национализма и корпоративизма, типа Мисаэля Гальегильоса, укрепились позиции неолибералов. Казнь участников ограбления в Каламе жёстко одёрнула ультраправых силовиков, претендовавших на самостоятельность.
В начале июля 1986 года в Чили прошла всеобщая забастовка.

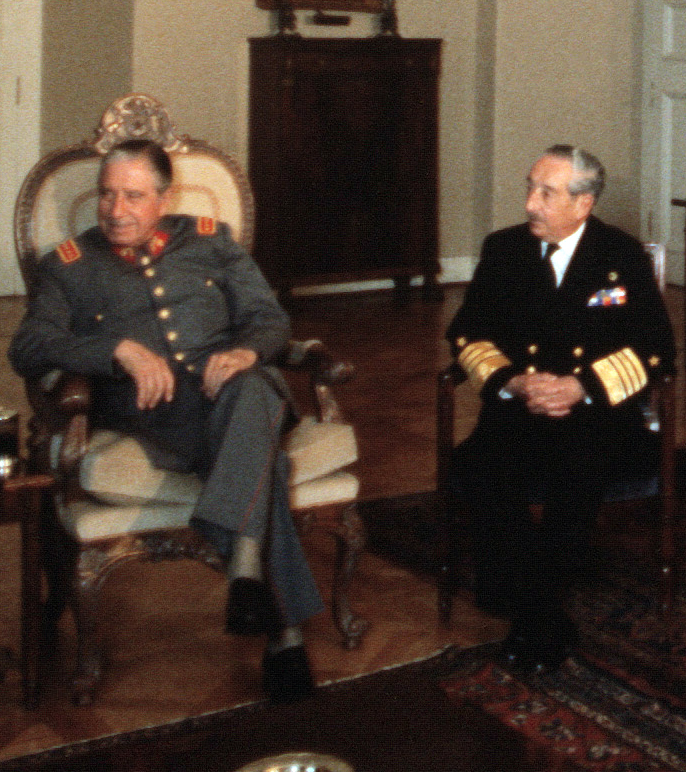
Аугусто Пиночет и адмирал Хосе Торибио Мерино

7 сентября 1986 года Патриотическим фронтом имени Мануэля Родригеса было совершено покушение на диктатора, в котором участвовали люди, прошедшие подготовку в Москве по программе обеспечения безопасности руководства чилийской компартии. Покушение не увенчалось успехом. Пропустив эскорт мотоциклистов, партизаны перекрыли дорогу лимузину президента грузовиком с прицепом и открыли огонь. Партизан подвело оружие — сначала гранатомёт дал осечку, затем после второго выстрела граната пробила стекло, но не взорвалась. В ходе нападения погибли пятеро охранников генерала. Сам он назвал «перстом Всевышнего» то, что ему удалось остаться невредимым. «Бог спас меня, — заявил он, — чтобы я и дальше мог бороться во имя отечества». По его приказу разбитые и обгоревшие машины президентского кортежа были выставлены на всеобщее обозрение.
В августе 1987 года был принят Закон о политических партиях. Статус легальных партий получили прежде всего лоялистские политические структуры, действовавшие с 1983 — консервативные Независимый демократический союз, Национальное обновление, ультраправый Национальный аванпост, формально левая Чилийская социалистическая партия. Но складывались и центры легальной оппозиции, прежде всего Христианско-демократическая партия.
На 5 октября 1988 года был назначен промежуточный плебисцит, предусмотренный конституцией 1980 года. После объявления о предстоящем плебисците глава хунты заверил будущих избирателей, что все политические силы, включая оппозиционные, получат право контролировать ход голосования. Власти отменили чрезвычайное положение, разрешили возвратиться в страну бывшим депутатам и сенаторам, руководителям некоторых левых партий и профсоюзов, объявленным ранее «государственными преступниками». Было разрешёно возвратиться в Чили и Ортенсии Бусси — вдове Сальвадора Альенде. 30 августа члены хунты, после недолгих дебатов, единогласно назвали кандидатом в президенты Аугусто Пиночета, ему оставалось лишь согласиться. Его назначение единственным кандидатом вызвало взрыв возмущения в Чили. В столкновениях с карабинерами погибли 3 человека, 25 получили ранения, 1150 демонстрантов были арестованы. Оппозиционные силы страны к моменту проведения плебисцита консолидировались, действовали более решительно и организованно. На заключительный митинг на Панамериканском шоссе собралось более миллиона человек — это была самая массовая манифестация за всю историю Чили. Когда опросы общественного мнения стали предсказывать победу оппозиции, Пиночет стал проявлять явные признаки беспокойства. Чтобы привлечь избирателей, он объявил о повышении пенсий и зарплат служащим, потребовал от предпринимателей снизить цены на социально значимые продукты питания (хлеб, молоко, сахар), назначил 100 % дотацию на холодное водоснабжение и канализацию, пообещал раздать крестьянам те земли, которые пока ещё принадлежат государству.
На плебисците, как показали подсчёты, около 55 % избирателей отдали свои голоса против диктатора. За предоставление Пиночету возможности находиться во главе Чили ещё 8 лет высказалось свыше 43 % избирателей. Через две недели после плебисцита был смещён со своего поста близкий друг и соратник Пиночета — Серхио Фернандес, который был объявлен чуть ли не главным виновником поражения. Вместе с Фернандесом глава хунты сместил ещё восемь министров, проведя тем самым крупную чистку в правительстве. Выступая по радио и телевидению, Пиночет оценил итоги голосования как «ошибку чилийцев», однако заявил, что признаёт вердикт избирателей и будет уважать результаты голосования.

## Семья

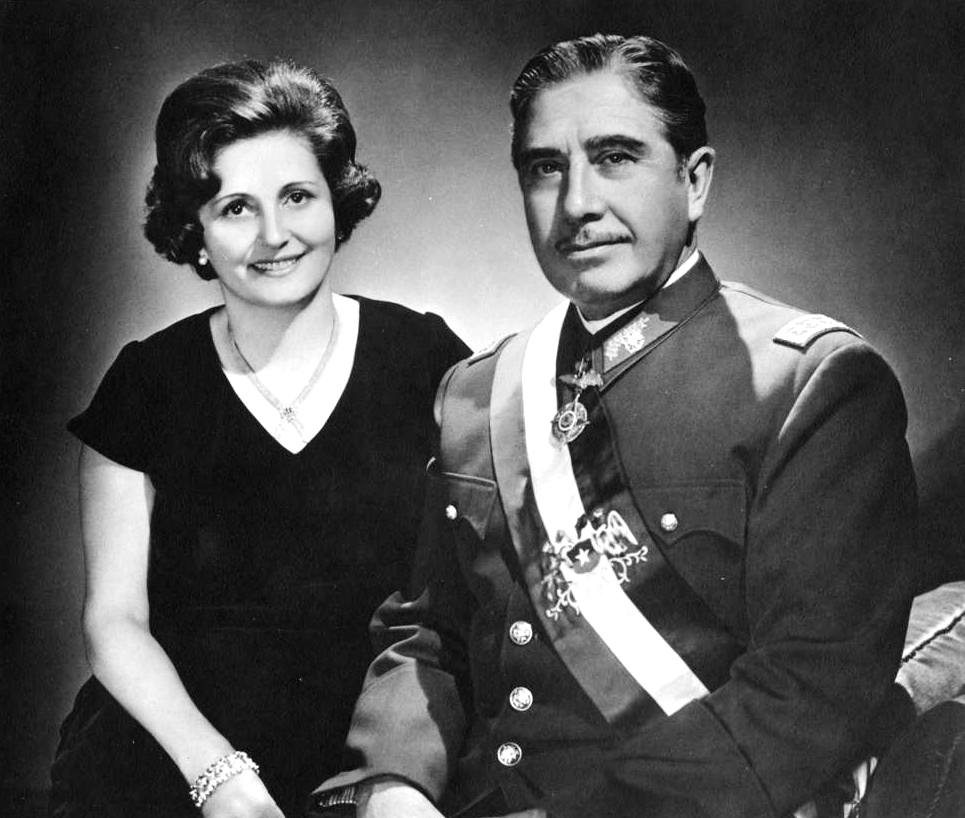
Аугусто Пиночет и его жена Лусия Ириарт Родригес, 1974 год

В 1943 году женился на 20-летней Лусии Ириарт Родригес (1922—2021). В 1973—1990 годах она являлась первой леди Чили. У них было пятеро детей — три дочери и два сына (старшая дочь Лусия являлась видным идеологом военного режима и известным правоконсервативным политиком).

## После ухода с поста президента

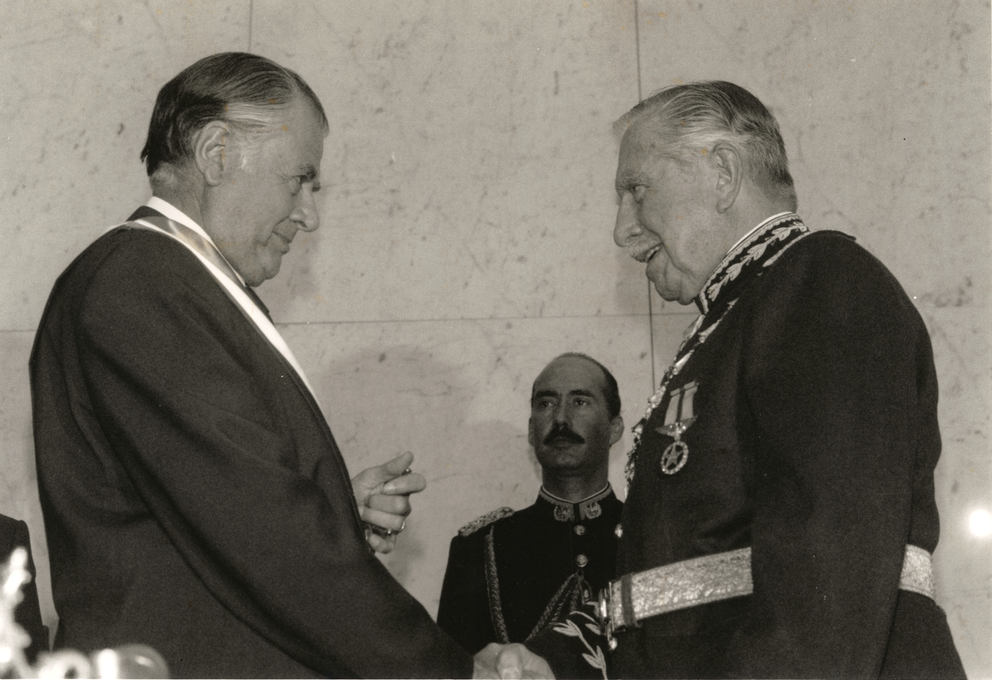
П. Эйлвин и А. Пиночет

11 марта 1990 года к власти пришло демократическое правительство во главе с Патрисио Эйлвином. Пиночет ушёл с поста президента, но остался главнокомандующим сухопутными войсками и сохранил своё влияние в политической жизни страны. Его авторитет продолжал падать. Опрос общественного мнения, проведённый в 1992 году, показал, что ему отдали свои голоса только 20 процентов опрошенных, Эйлвин получил 70 % голосов. Были у генерала проблемы и за рубежом. В 1991 году сорвалось его европейское турне, поскольку уже в самом его начале, когда Пиночет находился в Великобритании, ни один из официальных представителей его не принял. Между тем правительство Эйлвина продолжало прежний курс на неолиберальную модернизацию страны. Новый президент не раз отмечал, что военная диктатура оставила его правительству не лучшее экономическое наследство: высокий бюджетный дефицит, инфляция, безработица, низкий уровень жизни населения. Вместе с тем, отдавалось должное сдвигам к лучшему в экономике, которых сумел добиться Пиночет.
Попытки расследования деятельности Пиночета и его ближайшего окружения в этот период не давали результата, так как, пользуясь своим влиянием и силовым аппаратом, тот активно препятствовал этому, устраивая политические инциденты. Наибольшую известность получил инцидент «Boinazo», произошедший в 1993 году. Из-за политического скандала с прослушиванием телефонных переговоров Себастьяна Пиньеры в 1994 году был отправлен в отставку заместитель Пиночета по главнокомандованию генерал Хорхе Лукар, бывший член хунты.
В 1994 году в должность президента вступил христианский демократ Эдуардо Фрей Руис-Тагле — сын Эдуардо Фрея Монтальвы, по одной из версий, отравленного по приказу диктатора. В его правление военные во главе с Пиночетом по-прежнему пользовались немалым влиянием. Один из министров в правительстве Фрея говорил корреспонденту «Чикаго Трибьюн»: «К Пиночету и военным прислушиваются. Они очень могущественны и играют важную роль».
В начале 1998 года Пиночет ушёл в отставку с поста командующего сухопутными войсками, однако оставался, в соответствии с конституцией, пожизненным сенатором.

## Уголовное преследование в 1998—2005 годах

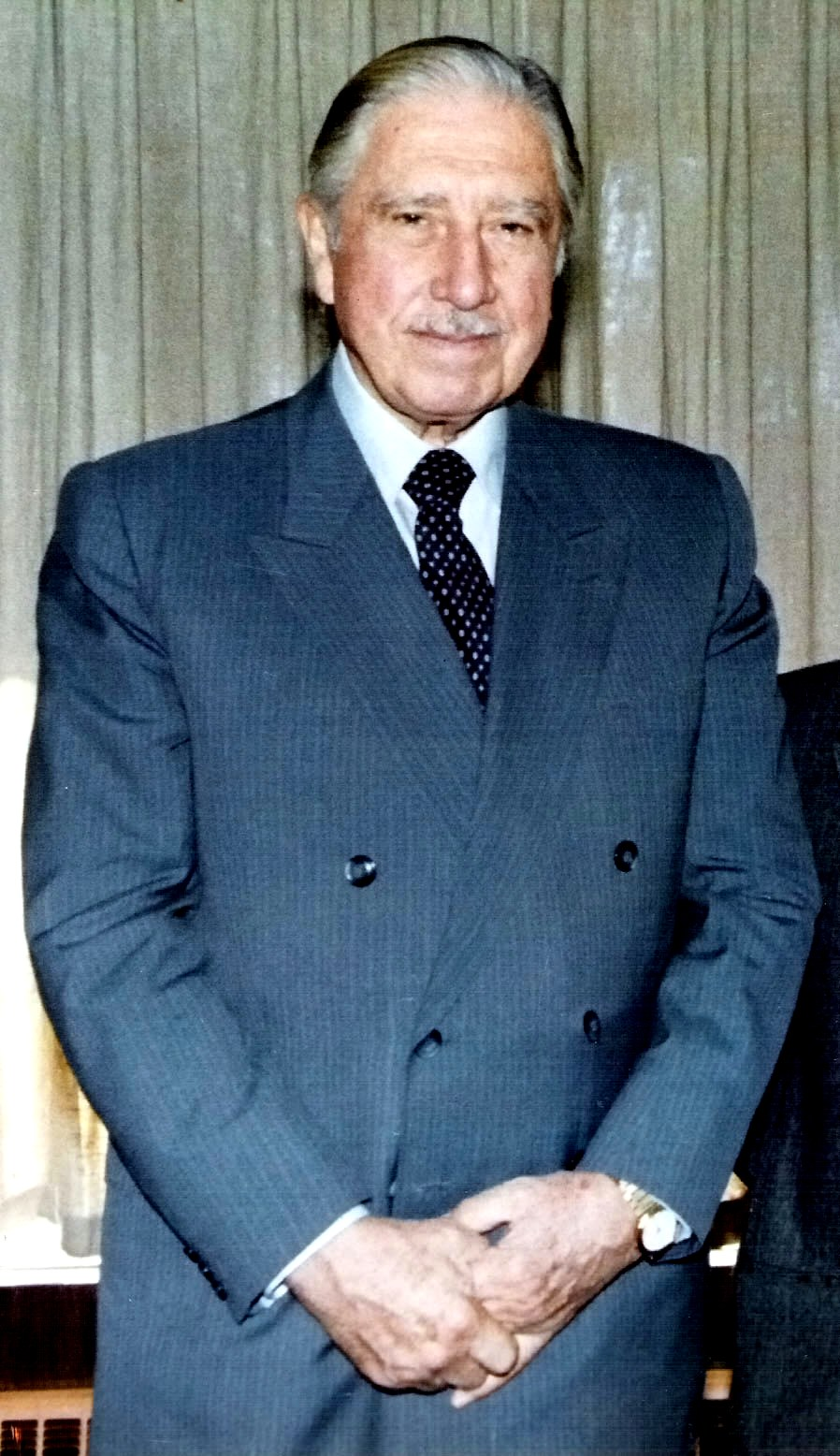
Аугусто Пиночет в пожилом возрасте

В октябре 1998 года он лёг на операцию в одну из частных клиник в Лондоне, где и был подвергнут аресту по подозрению в убийстве на основании ордера, выданного судом Испании: сотни граждан Испании были убиты или бесследно исчезли в Чили во время военного правления. Испания потребовала экстрадиции бывшего диктатора, но лондонский суд признал, что Пиночет, являясь пожизненным сенатором Чили, пользуется неприкосновенностью. Палата лордов отменила это решение и признала арест законным. Чили же настаивала на незаконности как самого ареста Пиночета, так и его выдачи в Испанию.
В конце октября 1998 лондонский суд удовлетворил просьбу адвокатов Пиночета о его освобождении под залог. Вместе с тем, суд наложил ряд ограничений, согласно которым бывший глава Чили должен был оставаться в одной из лондонских больниц под постоянной полицейской охраной.
24 марта 1999 года Палата лордов вынесла окончательный вердикт, согласно которому он не должен был нести ответственности за преступления, совершённые им до 1988 года, но лишался иммунитета от преследований за преступления, совершённые позже. Это постановление позволило исключить до 27 обвинений, на основе которых Испания добивалась депортации Пиночета.
2 марта 2000 года 16-месячный домашний арест Пиночета закончился, и, согласно решению министра внутренних дел Великобритании Джека Стро, обоснованному результатами медицинского освидетельствования, генерал вылетел в Чили, где был помещён в военный госпиталь в Сантьяго.
В августе 2000 года Верховный суд Чили лишил Пиночета сенаторской неприкосновенности, после чего против него было возбуждено судебное преследование по более чем 100 эпизодам, связанным с убийствами, а также похищениями и пытками людей. Однако в июле 2001 года суд признал его страдающим старческим слабоумием, что послужило причиной освобождения от привлечения к уголовной ответственности.
26 августа 2004 года Верховный суд Чили лишил Пиночета неприкосновенности от судебного преследования, а 2 декабря того же года Апелляционный суд страны принял решение о начале процесса по делу бывшего диктатора, обвиняемого в соучастии в убийстве бывшего командующего сухопутными силами генерала Карлоса Пратса.
21 января 2005 года против Пиночета было выдвинуто обвинение в совершённом в 1977 году убийстве членов Левого революционного движения Хуана Рамиреса и Нельсона Эспехо.
6 июля Апелляционный суд Чили лишил его иммунитета от преследования по обвинению в причастности к уничтожению политических противников режима в рамках так называемой операции «Коломбо» (являвшейся частью широкомасштабной операции «Кондор»).
14 сентября Верховный суд Чили вновь лишил его неприкосновенности от уголовного преследования, которым он пользовался как бывший глава государства. 16 сентября 2005 г. Верховный суд Чили окончательно оправдал Пиночета по делу о причастности к преступлениям, совершенным в ходе операции «Кондор».
23 ноября он был обвинён в коррупции, а на следующий день — в причастности к похищениям и убийствам в ходе операции «Коломбо».
30 октября 2006 года Пиночета обвинили также в 36 случаях похищения людей, 23 случаях применения пыток и одном убийстве на Вилле Гримальди.
Также он обвинялся в наркоторговле, незаконной торговле оружием и уклонении от уплаты налогов.

## Смерть

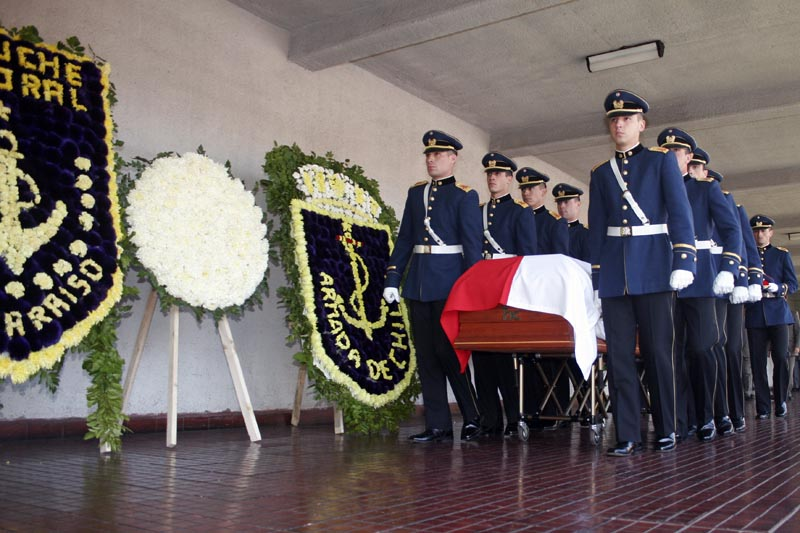
Похороны Пиночета

3 декабря 2006 года он перенёс тяжёлый инфаркт, в тот же день ввиду опасности для жизни над ним были совершены соборование и причастие.
Умер 10 декабря 2006 в госпитале Сантьяго. По имеющимся данным, его тело было кремировано, государственных похорон и траура не было (ему оказали только воинские почести).
После смерти бывшего диктатора чилийское общество оказалось расколотым: 11 декабря в Сантьяго было ознаменовано многолюдными ликующими выступлениями противников Пиночета с одной стороны и не менее многолюдными траурными собраниями сторонников покойного — с другой.

## Оценки деятельности

Экономические достижения Пиночета: ВВП на душу населения 1950—2008 гг. в сравнении с Латинской Америкой (в среднем)
█ Чили
█ Латинская Америка
Зелёным и розовым фоном подсвечены различные периоды его президентства (шоковые неолиберальные реформы; период фиксированного курса валюты, завершившийся кризисом 1982 года; период, названный «прагматичным неолиберализмом»)

Пиночет подвергается критике за нарушения прав человека и репрессии, однако в то же время его экономическая политика признаётся некоторыми специалистами успешной. Так, политологи и экономисты Роберт Пакенэм и Уильям Рэтлиф из Гуверовского института оценивают экономическую политику Пиночета следующим образом:

Первой страной в мире, которая сделала решительный разрыв с прошлым — от социализма и крайнего государственного капитализма к ориентированной на рынок политике и государственным структурам был вовсе не Китай Дэна Сяопина, не Британия Маргарет Тэтчер в конце 1970-х, не США при Рейгане в 1981 и не какая-либо другая страна в Латинской Америке или где-либо ещё. Этой страной было пиночетовское Чили в 1975 году.
Российский экономист А. Н. Илларионов также даёт высокую оценку пиночетовской экономике, отмечая, что она дала начало так называемому «чилийскому экономическому чуду», при этом он сравнивает её с экономиками других латиноамериканских государств:

Какие бы периоды ни выбирать для сравнения — весь период «экономического чуда» в течение трёх десятилетий или даже только период правления Пиночета, на который выпало два тяжелейших кризиса (причём первый был во многом унаследован от С. Альенде), — в любом из них темпы экономического роста в Чили превышали среднерегиональные.
Однако с подобной оценкой согласны не все. Так, российский социолог левых убеждений Александр Тарасов отмечал:
При Пиночете в Чили произошёл самый глубокий спад, произошедший в мирное время в странах Латинской Америки XX века… Из Чили уехала десятая часть населения — 1 млн человек. В подавляющем большинстве это были квалифицированные специалисты: крестьяне выехать просто не могли.

В начале января 2012 года Национальный совет по образованию Чили принял решение внести изменения в чилийские школьные учебники. Правление Аугусто Пиночета теперь обозначается не как «диктаторский режим», а как «военный режим».

## Образ в массовой культуре

### Музыка
- Песня чилийского барда из города Икике Луиса «Чечо» Гонсалеса «Homenaje al General Augusto Pinochet Ugarte» («Mi General Augusto Pinochet»). В песне Пиночет изображается в позитивном ключе.
- Песня Стинга «They Dance Alone» («Танцующие в одиночестве») посвящена женщинам, чьи мужья, отцы и сыновья пропали без вести или были убиты в пиночетовских тюрьмах[19].
- У английской маткор-группы «Down I Go» есть песня под названием «Augusto Pinochet». Она вошла в альбом «Tyrant», посвящённый диктаторам всех времён и народов.
- Немецкая группа «Oktoberklub» одной из первых отреагировала на установление хунты в Чили. К аудитории в связи с режимом Пиночета, считавшимся среди социалистов фашистом, группа обращалась трижды. В песне «Nada para Pinochet» немецкие социалисты призвали бойкотировать репрессивный режим генералов в Чили. Освобождению Л. Корвалана была посвящена «Was wollen wir trinken» в исполнении Oktoberklub’а. Наконец, неоднократно озвучивалась на немецком языке «El pueblo unido jamas sera vencido».
- Борьбе с режимом Пиночета посвящена песня чилийского рабочего движения «El pueblo unido jamas sera vencido». Неоднократно исполнялась на английском, немецком, русском и других языках.
- Немецкая группа «Drum» из ФРГ посвятила военному перевороту генералов во главе с Пиночетом песню «Elfter September». В ней захват власти военными при поддержке крупных земле- и шахтовладельцев связывается также с помощью западной и в особенности немецкой буржуазии («Die westdeutschen Bonzen, die haben gelacht, weil ihnen die Bluttat Profite gebracht»).

### Театр и кинематограф
- Один из главных персонажей в спектакле Театра имени Вахтангова «Неоконченный диалог» по пьесе В. Чичкова (1976).
- События, происходившие в день военного переворота, экранизированы в фильмах «Ночь над Чили» (1977), «В Сантьяго идёт дождь» (1975) и «Кентавры» (1978).
- Переворот Пиночета глазами подростков изображён также в чилийском фильме «Мачука» (Machuka, 2004).
- Документальный фильм «Хроника событий в Чили» («Acta General de Chile», 1986), режиссёр Мигель Литтин.
- «Нет» — фильм режиссёра Пабло Ларраина о событиях 1988 года, когда Пиночет объявил референдум о продлении своих президентских полномочий.
- Короткометражный мультфильм «Медвежья история» (Historia de un oso, 2014) отражает трагедию семей, разлучённых в условиях диктатуры Аугусто Пиночета.
- Фильм «Колония Дигнидад».
- Художественный фильм «Певец»[нем.] — фильм Дина Рида, снятый в 1977 году в ГДР о судьбе чилийского певца-коммуниста Виктора Хара, жестоко убитого в 1973 году.
- В четвёртом сезоне и восьмой серии сериала «Во все тяжкие» есть упоминание о режиме генерала Пиночета.
- В сериале «Закон и порядок», 10 сезон, 24 серия полностью посвящена Пиночету.
- В сериале «Нарко», 1 сезон, 1 серия рассказывается о вкладе Пиночета в борьбу с чилийскими наркоторговцами после прихода к власти.
- В сериале «Элементарно», 6 сезон, 20 серия упоминается генерал Пиночет и его методы борьбы с коммунистами.
- «Граф» — фильм 2023 года в жанре чёрной комедии режиссёра Пабло Ларраина. В центре сюжета вампир Аугусто Пиночет, проживший 250 лет и решивший умереть[20].
- В фильме  «9 рота» новобранцы дают своему сослуживцу (рядовой Тимур Бекбулатов) кличку Пиночет.

### Филателия
- В 1974 году почта Парагвая выпустила марку с изображением генерала Пиночета в честь его визита в эту страну  (Mi #2598), быстро ставшую раритетной, несмотря на относительно низкую стоимость и довольно массовый тираж.
- В 1977 году почта Чили выпустила конверт первого дня с почтовой маркой в честь посещения Пиночетом чилийских антарктических островов  (Mi #865).

## Награды
- Испания: Крест Военных заслуг (Испания)[21]
- Гватемала: Орден Кетцаля[22]
- Аргентина: Орден Освободителя Сан-Мартина[21][23][24]
- Парагвай: Национальный орден Заслуг (Парагвай)[21]
- Аргентина: Орден Мая[25]
- Сальвадор: Национальный орден Хосе Матиаса Дельгадо